# Hafen Cádiz
Der Hafen Cádiz (span. Puerto de la Bahía de Cádiz) ist ein Seehafen in Cádiz, Spanien. Der Atlantikhafen existiert seit der Antike (3000 v. Chr.). Betreiber ist die Autoridad Portuaria de la Bahía de Cádiz.
Es gibt folgende Hafenbecken:
- Reina Sofía: Containerabfertigung
- Reina Victoria: Passagierschifffahrt
- Marqués de Comillas: Ro-Ro
- Muelle de la Libertad: Ro-Ro
- Muelle de las Américas: Ro-Ro
- Muelle Ciudad: Anlegestellen für Kreuzfahrtschiffe
- Alfonso XIII / La Galeona: Anlegestellen für Kreuzfahrtschiffe, Containerabfertigung
- Muelle 5: Verschiedenes

## Daten
- Einfahrtsbreite: 250 m
- Länge: 3600 m
- Tiefe bei Ebbe: ca. 13 m
- Wasserfläche: 224 Hektar[1]
- Landfläche: 70 Hektar
- Nutzung: Warenumschlag, Fischverarbeitung, Passagierschifffahrt einschl. Fährbetrieb
- Spezielle Einrichtungen: Werft (Navantia, S.L.)

Es gibt 7 Anlegestellen für Kreuzfahrtschiffe (Muelle Alfonso XIII und Muelle Ciudad), AIDA hat einen eigenen Liegeplatz. Es gibt einen Stützpunkt der Grupo Servicio Marítimo. 